# Admiralty House (Londres)
La Admiralty House (lit. ‘casa del almirantazgo’) es la más pequeña de los llamados edificios del Almirantazgo, un conjunto histórico de la Ciudad de Westminster, Londres (Reino Unido), que reúne las estructuras usadas por el antiguo Almirantazgo británico durante su existencia. Se encuentra entre el Ripley Building (edificio del Antiguo Almirantazgo), al norte, y el Whitehall 36 (a veces llamado Parliamentary Counsel Building, edificio inaugurado en 1733 que solía alojar las oficinas del contable militar general, Paymaster General), que lo separa al sur del edificio de Horse Guards, dando a Whitehall.
De aquí parte hacia el noroeste la Admiralty Extension, una gran edificación que forma el extremo norte del Horse Guards Parade, siendo su ala este la fachada occidental del Antiguo Almirantazgo.
La Admiralty House es un monumento clasificado de grado I, dentro del conjunto de monumentos de los edificios del Almirantazgo (grado II).

## Descripción
Construido entre 1786 y 1788 (año en el que fue inaugurado), se trata de un edificio de modestas proporciones, de tres plantas (cuatro si se considera la buhardilla) construido en ladrillo, con una fachada principal simétrica realizada en tres tramos, el céntrico en disposición más atrasada (y un estrecho tramo adicional al sur, también atrasado). A su vez, su fachada posterior, que da a un pequeño jardín que la separa de la plaza de ceremonias (el Horse Guards Parade), está formada por cinco tramos de anchura y profundidad idénticas; cada tramo aquí incluye tres ventanas, una por piso. Esta fachada se distingue en el lado nororiental de la plaza de ceremonias por su color marrón, muy distinto a los edificios que la rodean (principalmente el edificio de Horse Guards, al este de la plaza, y la gran extensión, al norte). Gran parte del norte del edificio es un espacio unido con el Edificio Ripley y la Admiralty Extension; el sótano en este lado del edificio está conectado con la salida sur del Antiguo Almirantazgo.

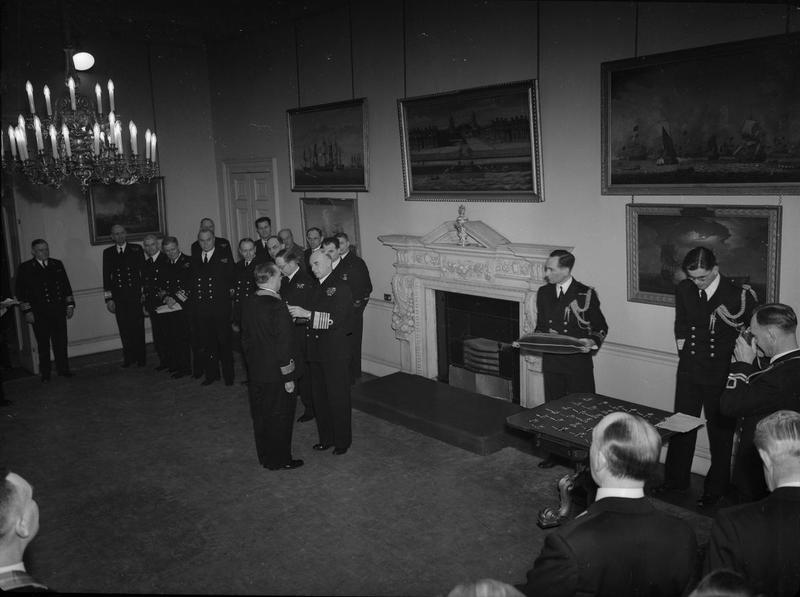
Imagen del 9 de marzo de 1943 de la Sala de Ceremonias, con su chimenea neoclásica y cuadros. En ella, el primer lord del Mar, Dudley Pound, condecora a un oficial de la Marina Real Neerlandesa.

El edificio, con sus interiores neoclásicos, fue diseñado por Samuel Pepys Cockerell con el objetivo de servir como residencia del primer lord del Almirantazgo, el almirante de la Flota y vizconde Richard Howe, quien en 1783 se propuso una residencia propia en este lugar con «unas pequeñas habitaciones». La Admiralty House serviría a partir de entonces como residencia de los primeros lores del Almirantazgo durante toda la existencia de dicha institución, a saber, hasta 1964 (año en que se disolvió con la creación del Departamento de la Armada bajo el nuevo Ministerio de Defensa).
El edificio se construyó en su día en el emplazamiento de dos casas de principios del siglo XVII: la Walsingham House (antaño residencia londinense de Lady Walsingham, dama de compañía y amiga de Isabel I de Inglaterra) y la Pickering House (antigua residencia de sir Gilbert Pickering). Ambas estructuras emblemáticas fueron desplazadas a otras partes de la ciudad, la primera a Tower Ward (en la City, más hacia el este), y la segunda algo más al norte, en el área de St. James, todavía en Westminster. La Admiralty House también ha sido el hogar de varios primeros ministros en épocas de renovación del número 10 de Downing Street. Quizá su ocupante más famoso fue Winston Churchill, quien residió en la casa como primer lord del Almirantazgo durante dos mandatos: entre 1911-1915, y en 1939-1940, año en que fue nombrado primer ministro y se mudó a Downing 10.
Durante la Segunda Guerra Mundial, la Admiralty House servía, más allá de como residencia del comandante en jefe de la Marina Real, también para usos ceremoniales. Mientras los asuntos de la guerra se manejaban desde el contiguo Edificio Ripley, los espacios internos de este edificio, con su delicado diseño neoclásico en colores vivos y acabados de estuco, fina mobiliaria y decorados con cuadros y retratos, propiciaron que sus salas sirvieran para la celebración de ceremonias y actos de Estado en múltiples ocasiones. Destacaban en este aspecto la Sala de Ceremonias y la Sala de Música, que da al Horse Guards Parade.

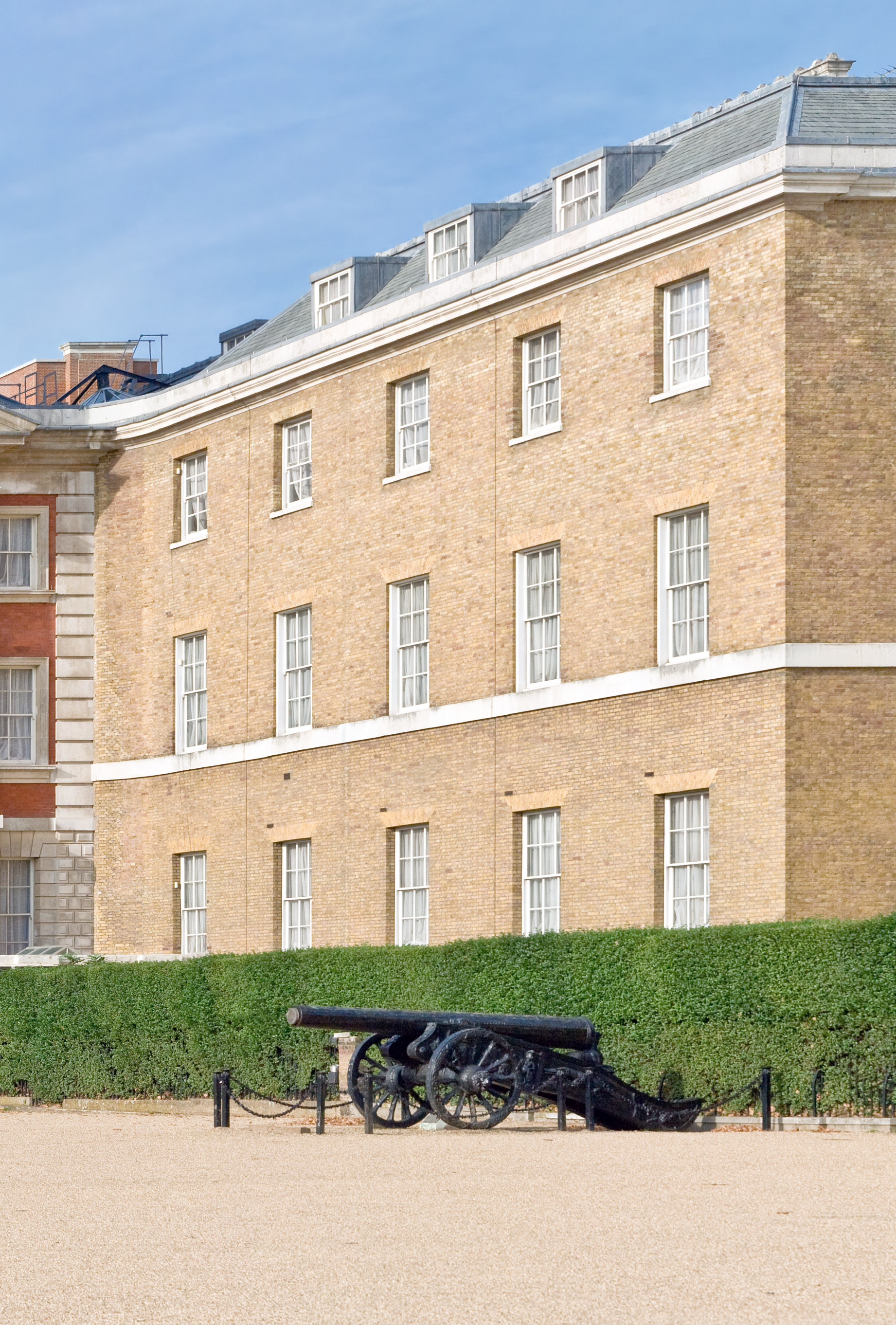
La fachada occidental del edificio, cara al Horse Guards Parade (donde está el cañón en exhibición en la foto). A la izquierda se ve el comienzo de la Admiralty Extension.

En las últimas décadas el acceso al edificio solo ha sido posible a través del edificio del Antiguo Almirantazgo (tanto por el edificio como a través de su patio), ya que carece de entrada propia desde Whitehall. El edificio sigue sirviendo para algunas funciones en la actualidad: su planta baja alberga las salas de reuniones de la Oficina del Gabinete, mientras que las plantas superiores sirven para residencias ministeriales.
Como otros edificios gubernamentales de Whitehall, la Admiralty House suele estar abierta al público durante las jornadas de puertas abiertas de Londres.

## Espacios interiores (galería)

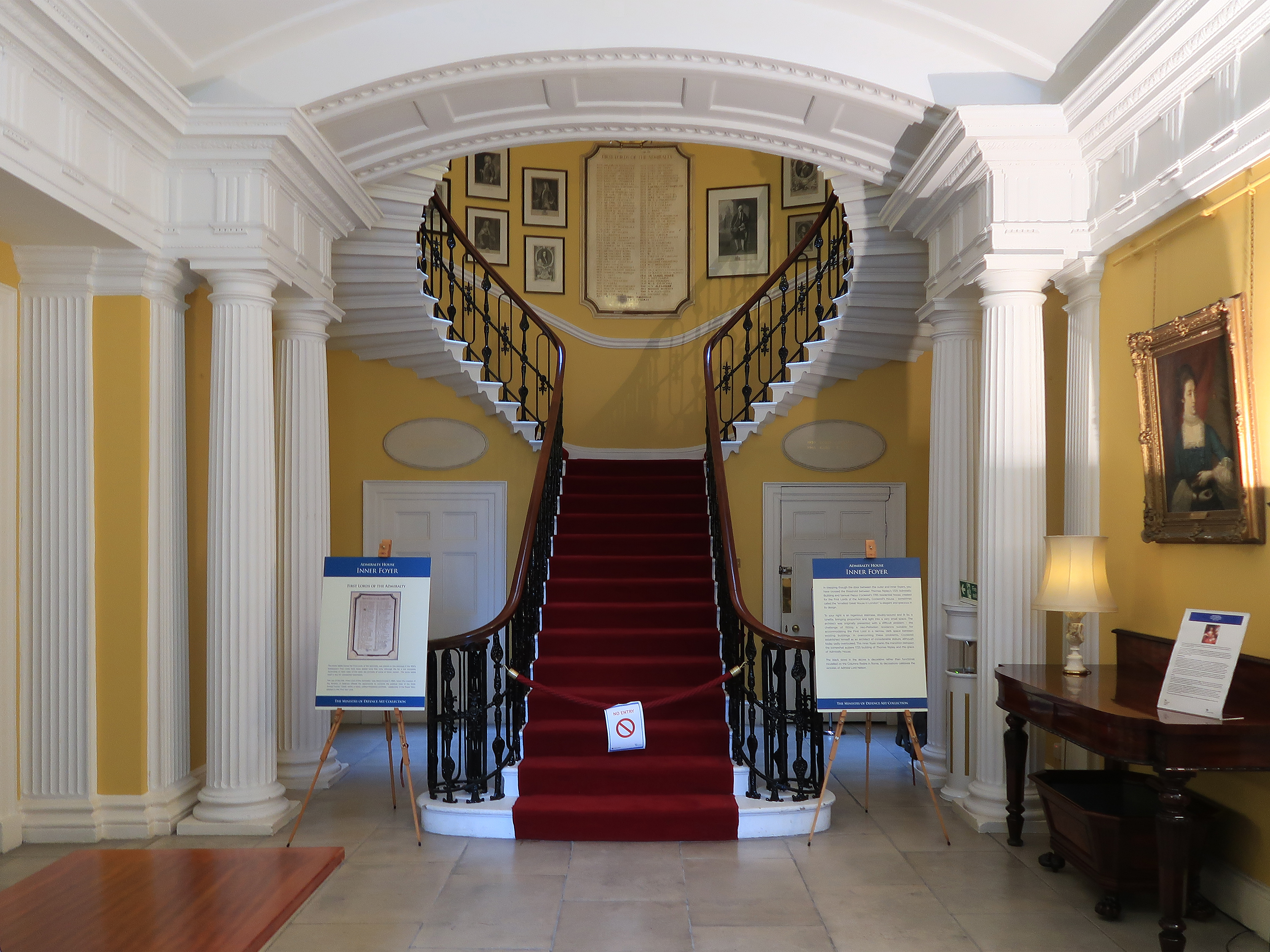
Vestíbulo y escalinata principal en la planta baja de la Admiralty House.
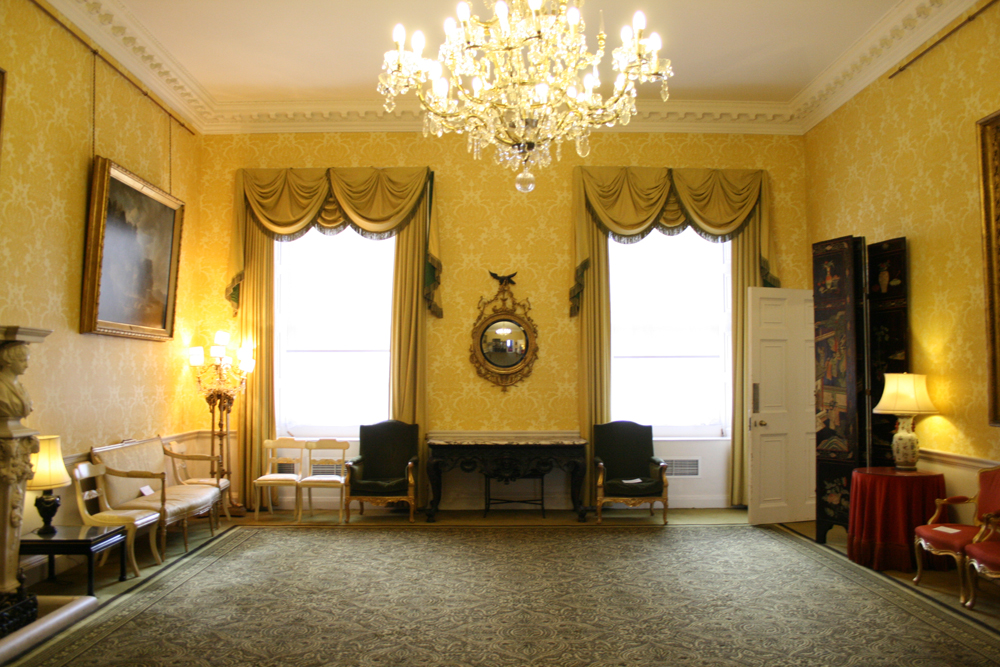
Pared occidental de la Sala de Música de la Admiralty House, actualmente de usos museísticos. Los interiores neoclásicos son notables en esta habitación.
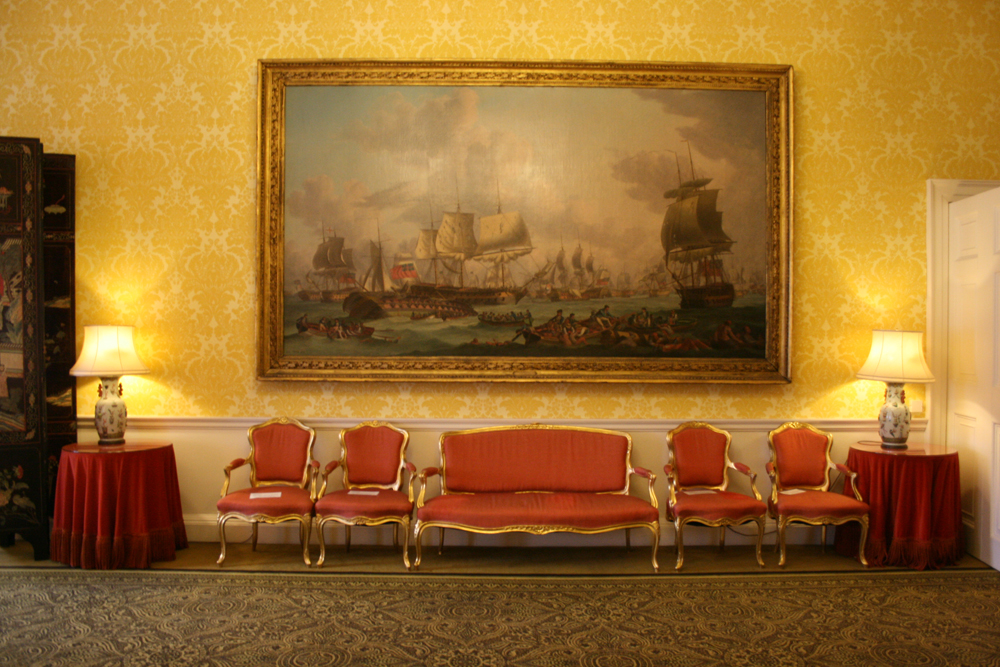
Pared norte de la S. de Música. Los retratos de paisaje marinos y buques de guerra recuerdan a los de la sala de juntas del Antiguo Almirantazgo (aunque son mucho más grandes).

## Difusión del concepto
A partir de la Admiralty House en Westminster, el concepto de «casa del Almirantazgo» se fue expandiendo a otras ciudades portuarias que contaban con importantes destacamentos de la Marina Real británica. En español no se suele traducir el nombre cuando dichos edificios se encuentran en países de habla inglesa (entendiéndose como nombre propio en su lengua original carente de una forma castellana tradicional) —como es el caso de la Admiralty House en Sídney—, pero sí en el caso de países antaño parte del Imperio británico, que tienen una traducción propia de estos edificios, y donde, además, en algunos casos se han renombrado posteriormente (como el Marble Hall en Hong Kong o el Great Western Building en Bombay, India).
Las casas del Almirantazgo se encontraban en el astillero o «estación naval» (término que recibían las bases de la Armada), o en sus inmediaciones, y fueron diseñadas para que el comandante de la flota local (un almirante o comodoro) no solo tuviera sus oficinas en la base, sino su propia residencia. Su denominación oficial era Admiralty House, seguida por el nombre del lugar, si bien a nivel operativo recibían además un nombre de buque de guerra. Por ejemplo, el nombre operativo de la estación de Bermudas —oficialmente, Her Majesty's Naval Base, Bermuda (Base Naval de Su Majestad en las Bermudas)— era HMS Malabar. Durante los conflictos y operaciones navales, el comandante de la estación (siendo almirante de la flota) usaba este nombre cuando se encontraba en tierra firme (ejerciendo el mando desde la casa del Almirantazgo), mientras que en mar abierto ocupaba el buque insignia de la flota (fleet flagship). Como en el caso de Westminster, el terreno donde se erigían estas casas pertenecía al Almirantazgo, y en las estaciones más importantes a veces hubo más de una, una principal y la otra, fija o provisional, encontrándose a veces en un terreno no propiamente del Almirantazgo.
En los años 1960, con la disolución de la institución del Almirantazgo en el marco de la modernización de las Fuerzas Armadas británicas (que incluía la creación del moderno Departamento de la Armada), cambiaron también los nombres de los cuarteles generales y las residencias de sus almirantes. En Malta, por ejemplo, la Admiralty House en La Valeta, en uso desde 1821 hasta 1961, se trasladó ese año a una nueva instalación, la Villa Portelli, prescindiendo de su antiguo nombre (a partir de 1967 sería renombrada Flag Officer Malta —«Oficial de bandera, Malta»— hasta la disolución de la base en 1979).